# Trioza neolitseae
Trioza neolitseae är en insektsart som beskrevs av Miyatake 1965. Trioza neolitseae ingår i släktet Trioza och familjen spetsbladloppor. Inga underarter finns listade i Catalogue of Life.